# Simplon (Métro Paris)

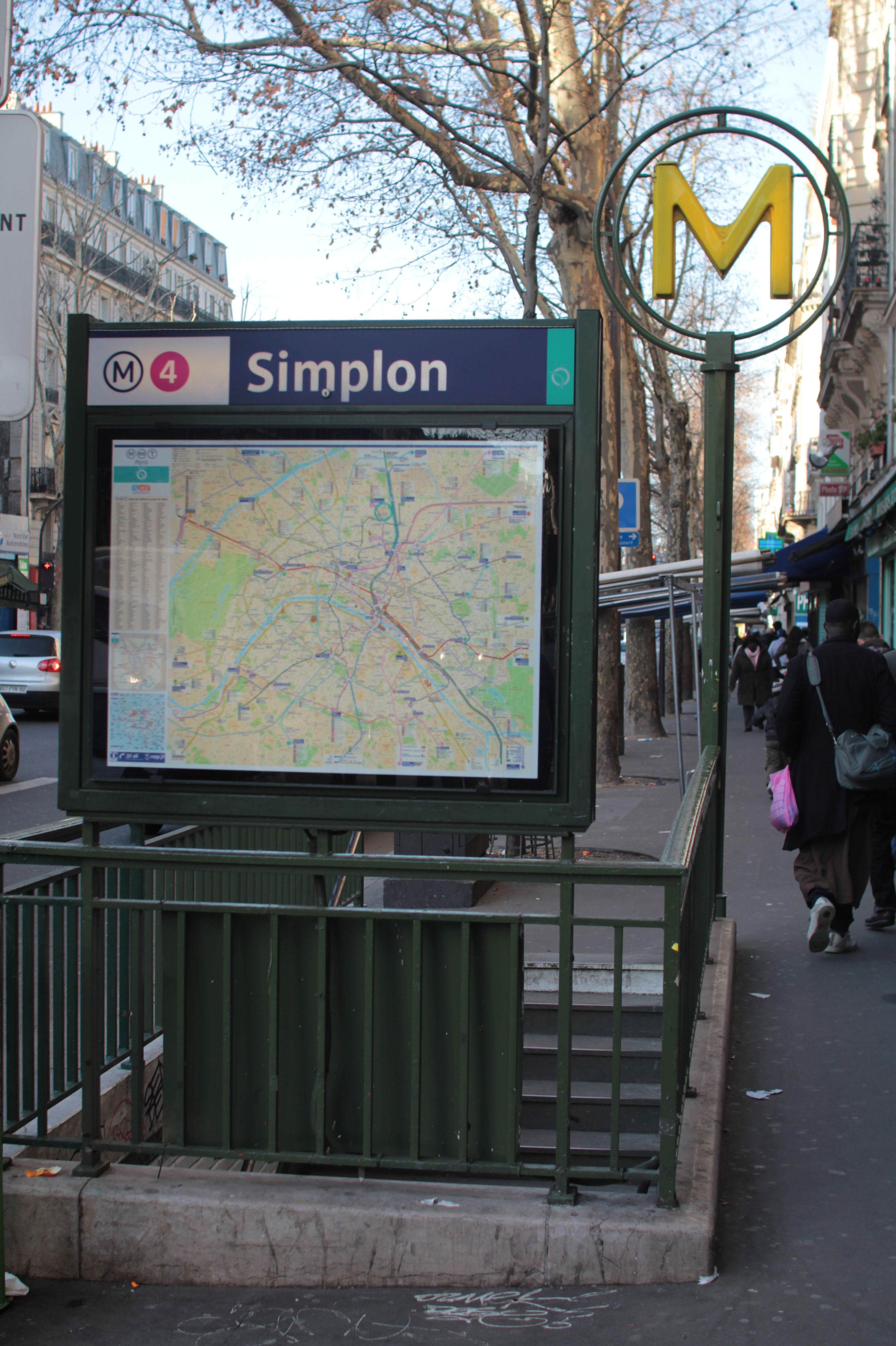
Durch ein gelbes „M“ gekennzeichneter Zugang

Der U-Bahnhof Simplon [sɛ̃plɔ̃] ist eine unterirdische Station der Linie 4 der Pariser Métro.

## Lage
Die Station befindet sich im Quartier de Clignancourt des 18. Arrondissements von Paris. Sie liegt längs unter dem Boulevard Ornano südlich der diesen kreuzenden Rue du Simplon.

## Name
Der Name leitet sich von der Rue du Simplon ab. Jene ist wiederum nach dem 2.009 m hohen Simplonpass in den Walliser Alpen benannt, wo Napoleon eine Militärstraße bauen ließ, die 1807 eröffnet wurde.

## Geschichte
Der erste Abschnitt der Linie 4 von Porte de Clignancourt bis Châtelet wurde am 21. April 1908 von der Compagnie du chemin de fer métropolitain de Paris (CMP) eröffnet. Die Station Simplon wurde nachträglich am 14. Mai 1908 in Betrieb genommen, bis dahin fuhren die Züge ohne zu halten durch.
In der Nacht vom 20. auf den 21. April 1944 wurde die Station von Bomben der Alliierten getroffen, die dem nahen Eisenbahnbetriebswerk Dépôt de La Chapelle galten. Dies führte zum Einsturz eines Teils des Deckengewölbes.
Am 6. August 2005 wurde in der Station eine Rauchentwicklung unter dem letzten Wagen eines in Richtung Porte de Clignancourt eingefahrenen MP-59-Zugs entdeckt. Das Feuer breitete sich rasch aus und erfasste auch den auf dem Gegengleis stehenden Zug. Die Feuerwehr brauchte mehr als eine Stunde, um den Brand einzudämmen, 19 Personen erlitten eine leichte Rauchvergiftung. Die Station wurde nach Renovierungsarbeiten erst im Februar 2006 wiedereröffnet.

## Beschreibung
Die ursprünglich 75 m lange Station wurde Mitte der 1960er Jahre auf 90 m verlängert und für den Betrieb mit gummibereiften Zügen umgerüstet. Sie liegt unter einem elliptischen, weiß gefliesten Gewölbe, dessen Seitenwände der Krümmung der Ellipse folgen. Die beiden Streckengleise werden von zwei Seitenbahnsteigen flankiert.
Zwei Zugänge, von denen der östliche durch einen Mast markiert ist, der ein gelbes „M“ in einem Doppelkreis trägt, liegen beiderseits des Boulevard Ornano in Höhe der einmündenden Rue Joseph Dijon. Dazu existiert ein weiterer Ausgang mit einer Rolltreppe.

## Fahrzeuge
Die Fahrzeuge der Linie 4 laufen auf mit Stickstoff gefüllten Gummireifen, die auf Fahrbalken rollen. Sechs-Wagen-Züge der Baureihe MP 59 ersetzten in den Jahren 1966 bis 1967 die Fünf-Wagen-Züge der auf Schienen verkehrenden Bauart Sprague-Thomson. Seit 2011 verkehrt auf der Linie 4 die Baureihe MP 89 CC. Die Umstellung auf fahrerlose Züge der Baureihen MP 89 CA, MP 05 und MP 14 hat am 12. September 2022 begonnen und soll bis Ende 2023 abgeschlossen sein.